# Oison (Seine)
Der Oison ist ein kleiner Fluss im Nordwesten von Frankreich, der in den Départements Eure und Seine-Maritime der Region Normandie südlich der Stadt Rouen verläuft.

## Geografie

### Verlauf
Der Oison entspringt an der Gemeindegrenze von Amfreville-Saint-Amand und Saint-Pierre-des-Fleurs, entwässert mit einem Bogen über Ost generell Richtung Nordost und mündet nach rund 16 Kilometern an der Gemeindegrenze von Saint-Pierre-lès-Elbeuf und Caudebec-lès-Elbeuf als linker Nebenfluss in die Seine. Im Unterlauf wird der Fluss bei der Passage der Stadtgebiete im Untergrund kanalisiert geführt.

### Durchquerte Gemeinden
(Reihenfolge in Fließrichtung)
- Amfreville-Saint-Amand
- Le Thuit de l’Oison
- Saint-Pierre-des-Fleurs
- Saint-Ouen-de-Pontcheuil
- Le Bec-Thomas
- Saint-Germain-de-Pasquier
- La Saussaye
- Saint-Cyr-la-Campagne
- Saint-Pierre-lès-Elbeuf
- Caudebec-lès-Elbeuf